# Виставка знищеної російської військової техніки на Михайлівській площі

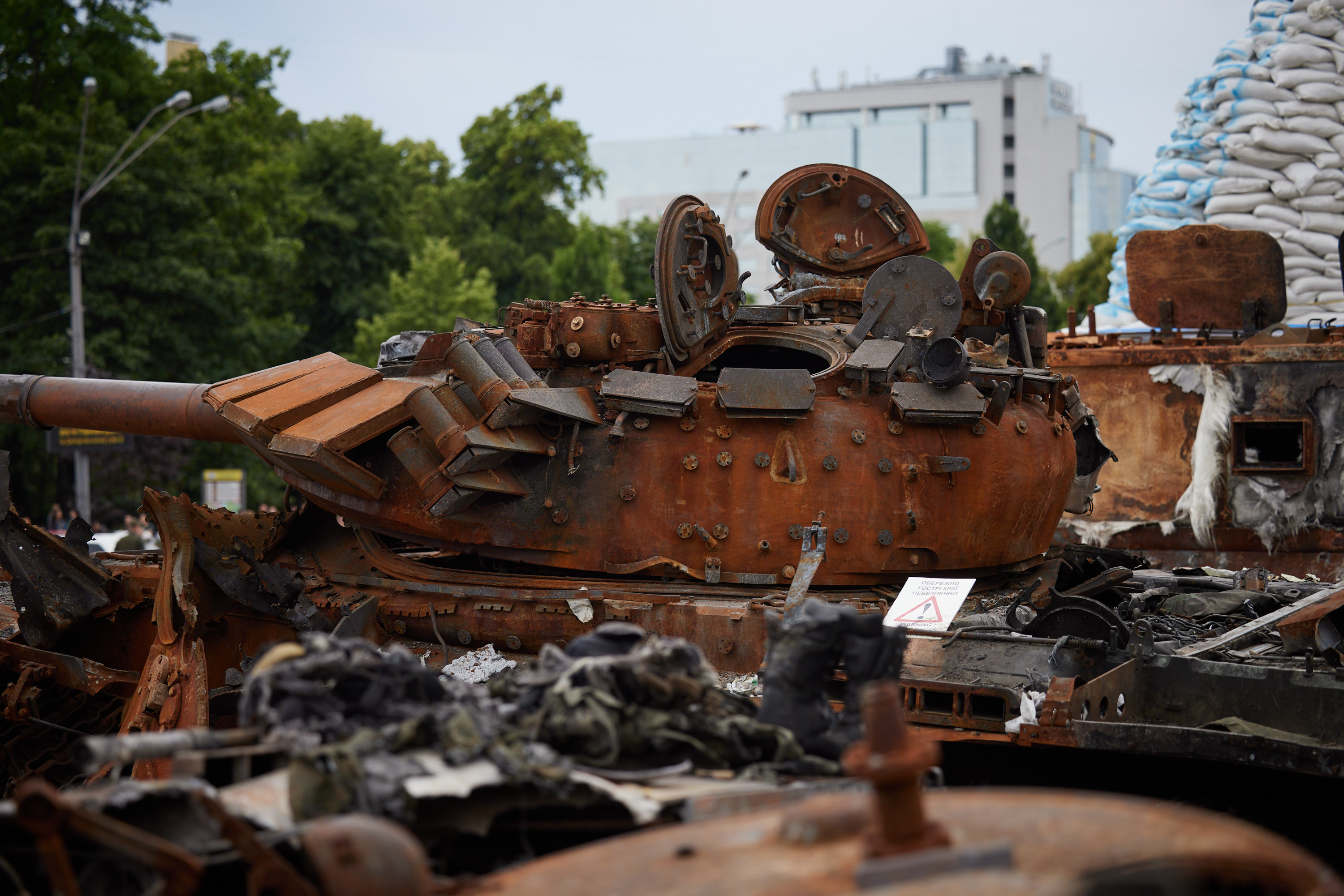
Підбиті російські танки на Михайлівській площі.

Виставка знищеної російської військової техніки — виставка просто неба на Михайлівській площі в Києві, де представлена російська військова техніка, яка була захоплена та знищена під час російського вторгнення в Україну в 2022 році. Виставка відкрита 21 травня 2022 року.

## Виставка
Як повідомляє офіційний сайт Президента України, серед експонатів — самохідна зенітна артилерійська установка «Панцир-С1», танк Т-72Б3, бойова машина піхоти БМД- 2, башта БМД-4, машина радіоелектронної боротьби та залишки БМП «Тигр». Більшість цієї техніки була використана під час Північної наступальної операції.
Президент України Володимир Зеленський показав виставку Прем'єр-міністрам Сполученого Королівства Борису Джонсону під час останнього візиту в Україну 17 червня 2022 року та Ріші Сунаку під час візиту 19 листопада 2022 року.

## Галерея

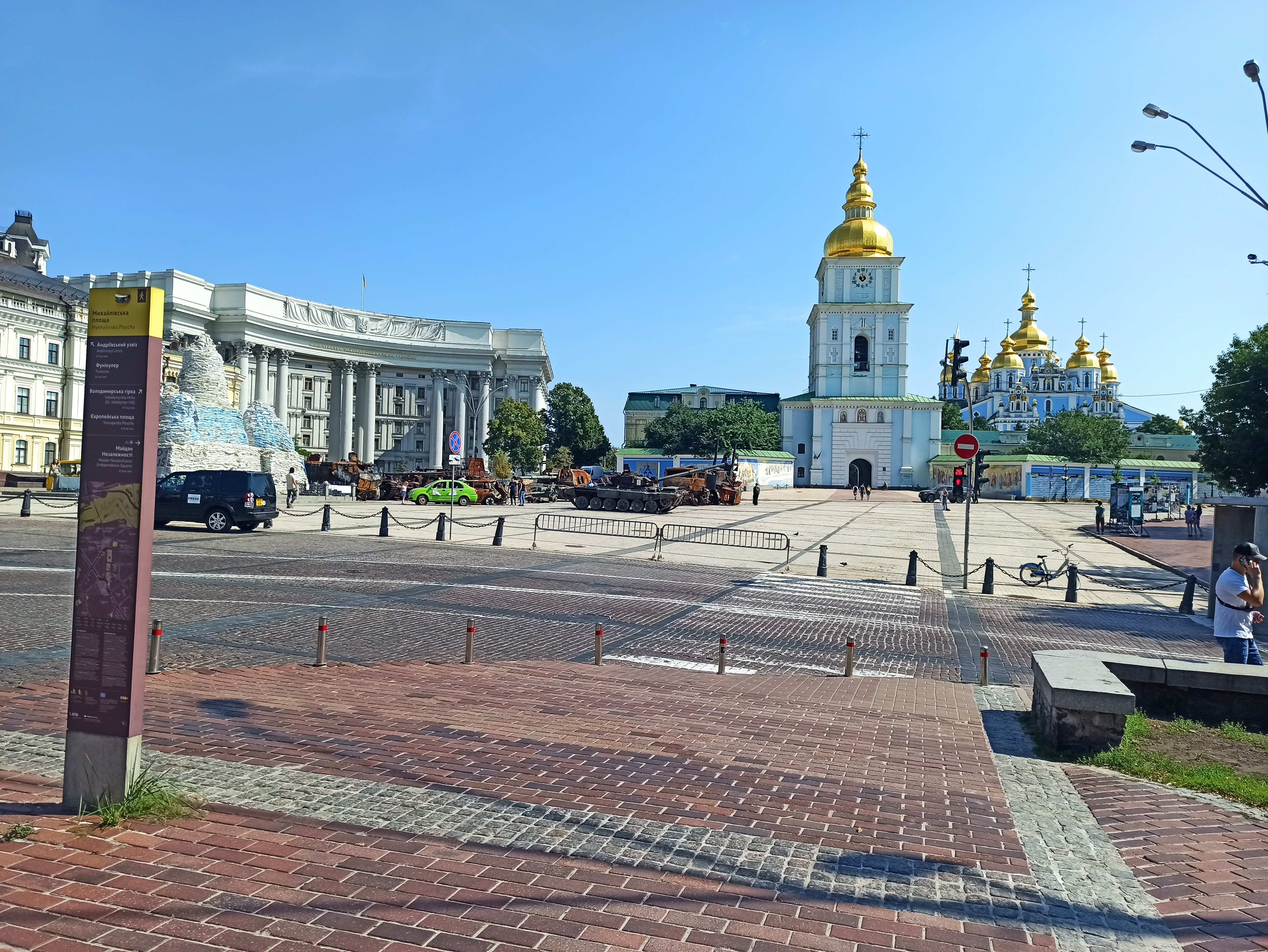
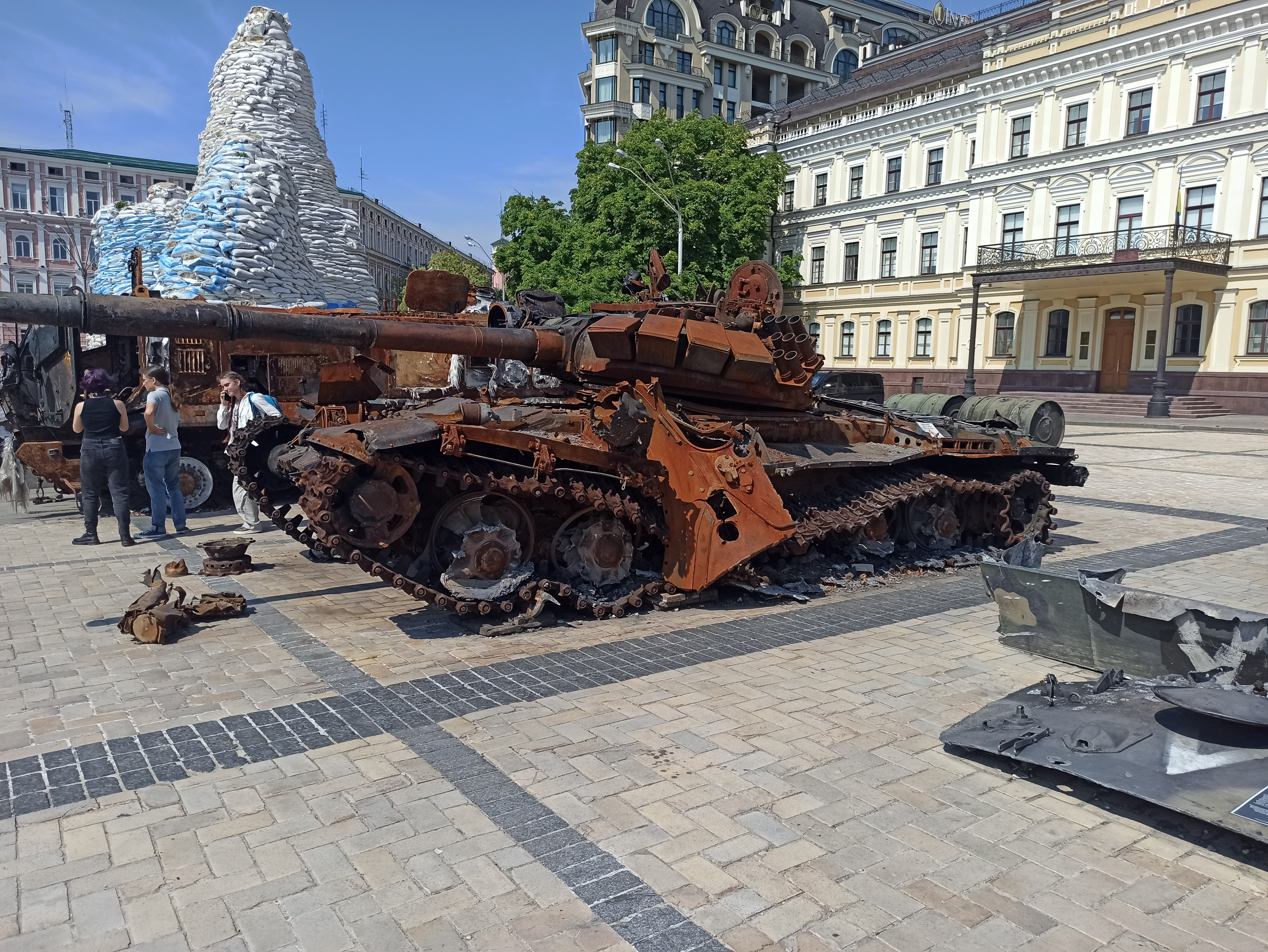
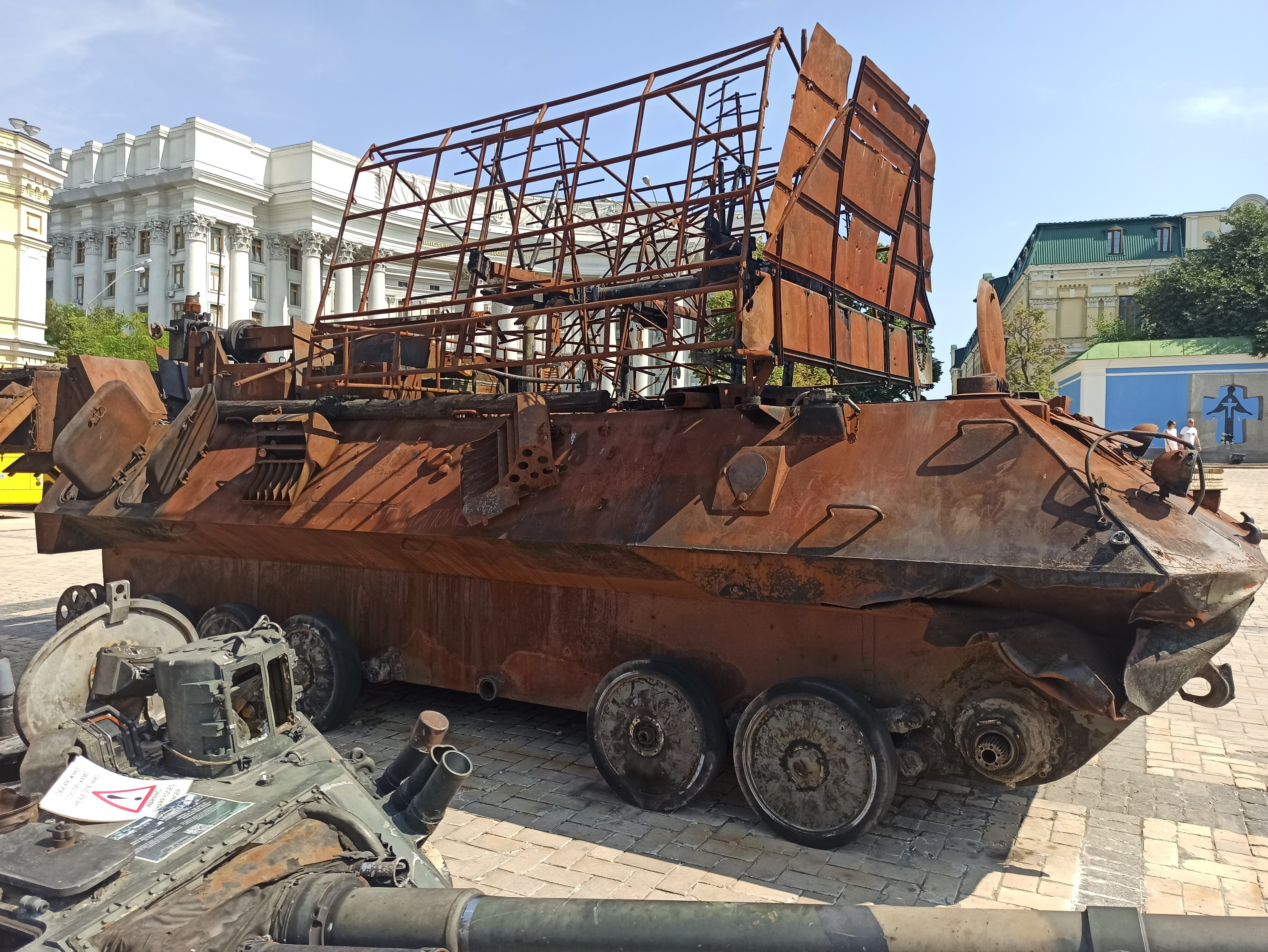
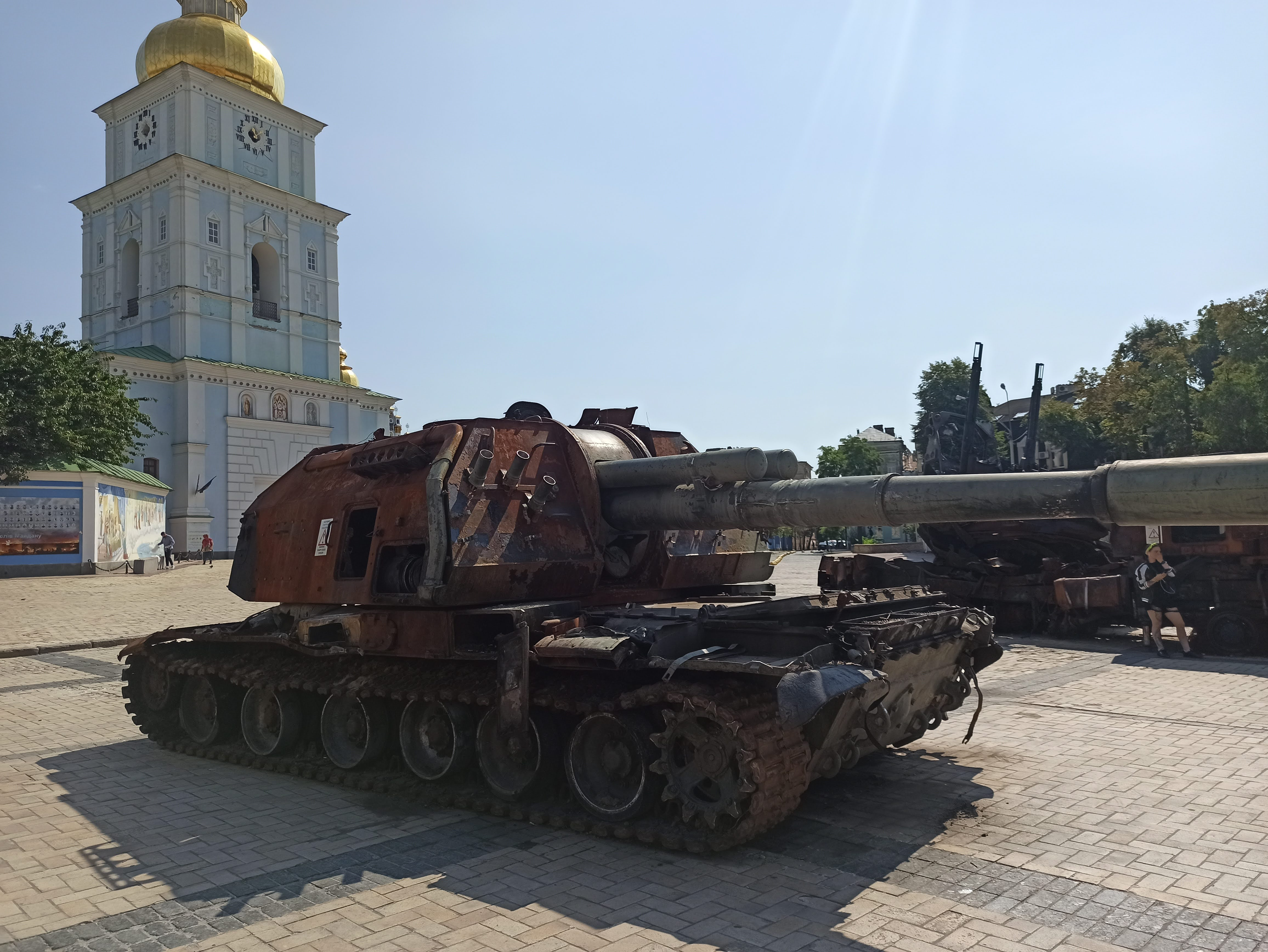
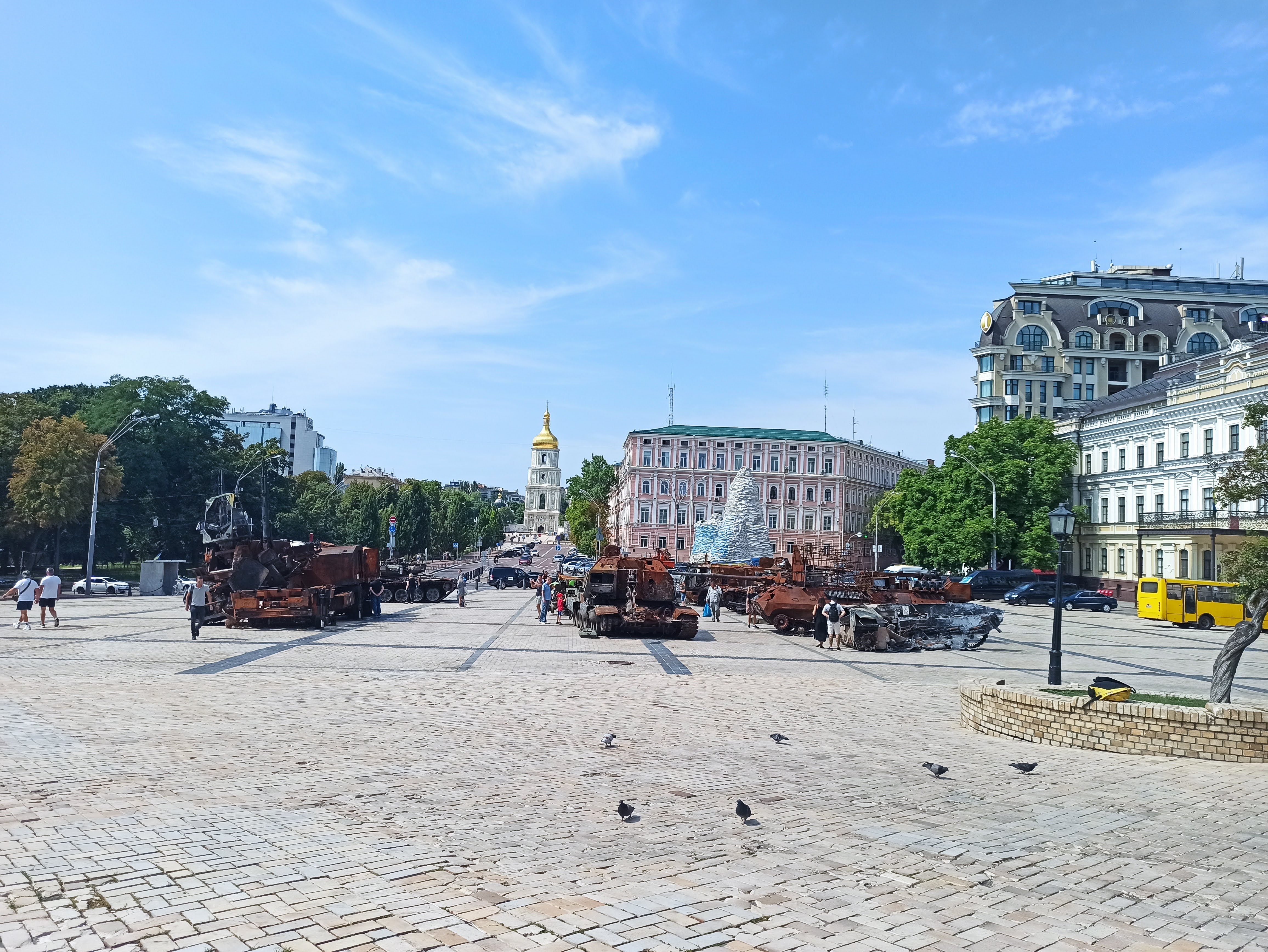